# سديم جذع الفيل

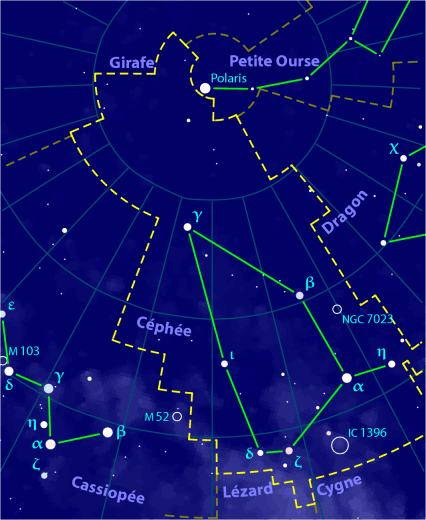
كوكبة الملتهب وبالقرب منها سديم جذع الفيل (IC 1396) أسفل.

سديم جذع الفيل  أو غمامة خرطوم الفيل (بالإنجليزية:Elephant's Trunk nebula ) هي غمامة كونية يتركز فيها وسط بينجمي مكون من الغاز والغبار وتوجد في التجمع النجمي سديم جذع الفيل بالقرب من كوكبة الملتهب. الغاز في تلك الغمامة متأين ويبعد عن الأرض نحو 2400 سنة ضوئية .
الغمامة في الصورة هي الغمامة الكثيفة المظلمة في التجمع النجمي IC 1396A; وقد سميت بسديم خرطوم الفيل
طبقا لمظهرها في نطاق الضوء المرئي حيث ينعكس على أجزاء منها ضوء ساقط عليها من نجم قريب يقع غربا من IC 1396A ، شديد الضياء تنعكس أشعته عليها وتعمل في نفس الوقت على تأينها .
في الصورة أعلاه يوجد النجم الكبير في الركن اليساري من الصورة . كل منطقة التجمع النجمي IC 1396 متأينة بفعل النجم الكبير ما عدا المتكورات الغمامية الكثيفة التي تمتص الأشعة ولا تتأين بالأشعة فوق البنفسجيلة الصادرة من النجم.
يعتبر سديم جدع الفيل منطقة توليد نجوة م جديدة، من ضمنها عدة نجوم حديثة النشأة تبلغ أعمارها نحو 100.000 سنة، وقد تم اكتشافها عن طريق رصد للأشعة تحت الحمراء الآتية منها في عام 2003 . من ضمنهم نجمين معمرين (ولكنهما لا يزالان في مرحلة الشباب إذ يبلغ عمرهما عدة عشرات من السنين، بالمقارنة بعمر النجم العادي الذي تعمر عدة مليارات من السنين، فمثلا يبلغ عمر الشمس حتى انحو 5و4 مليار سنة وهي الآن في منتصف عمرها، فمن المتوقع أن تعمر 5 مليارات أخرى حيث تصبح عملاقا أحمرا ثم في النهاية تصبح قزما أبيضا. يوجد هذان النجمان المعمران في المنطقة الخالية من المادة في المتكورة الغمامية، حيث تعمل رياحهما النجمية على طرد المادة حولهما إلى الخارج فجعلتها فارغة من الغبار والغاز وأصبحت نفاذة للأشعة الضوئية.
تحت تأثير الإشعاع من النجم الكبير الذي يؤين ويضغط أطراف الغمامة بالإضافة إلى الريح النجمية الآتية من النجوم الناشئه مزيحة الغاز والغبار من المركز إلى الخارج فهذا يؤدي إلى انضغاط كبير يحث في سديم جدع الفيل . هذا الضغط قد ساعد على بدء نشأة عدد من الجيل الحالي من النجوم الشابة فيها .

## اقرأ أيضًا
- سديم مظلم
- سديم الجبار
- أبراج التخليق
- سحابة الجبار الجزيئية